# John Tovey
Pour les articles homonymes, voir Tovey.
John Tovey, né le 7 mars 1885  à Rochester (Kent) et mort le 12 janvier 1971 à Funchal (Madère), est un amiral de la Royal Navy qui servit lors des deux guerres mondiales.

## Jeunesse et début de carrière
John Tovey est né le 7 mars 1885 à Borley Hill, Rochester, Kent. Il est le plus jeune enfant (sur onze) de Halmilton Tovey (lieutenant colonel au Royal Engineers) et de Maria Elisabeth Goodhue. Il est scolarisé à la Durnford School à Langton Matravers sur l'Île de Purbeck, puis au Britannia Royal Naval College comme aspirant. Les parents de Tovey passent beaucoup de temps à l'étranger, ainsi la Durnford School et son directeur ont une grande influence sur le jeune Tovey. Il excelle dans les sports, il joue au cricket pour Durnford puis au football et au golf dans la Royal Navy.
Tovey achève l'école navale quatre mois avant la fin et entre dans la Royal Navy le 15 mai 1901 en tant que  midshipman (aspirant de marine). Un mois plus tard, il est affecté au HMS Majestic, un cuirassé de la Channel Fleet. Il reste sur ce navire jusqu'en juin 1902, lorsqu'il est transféré sur le HMS Ariadne (navire amiral de la North America and West Indies Station).

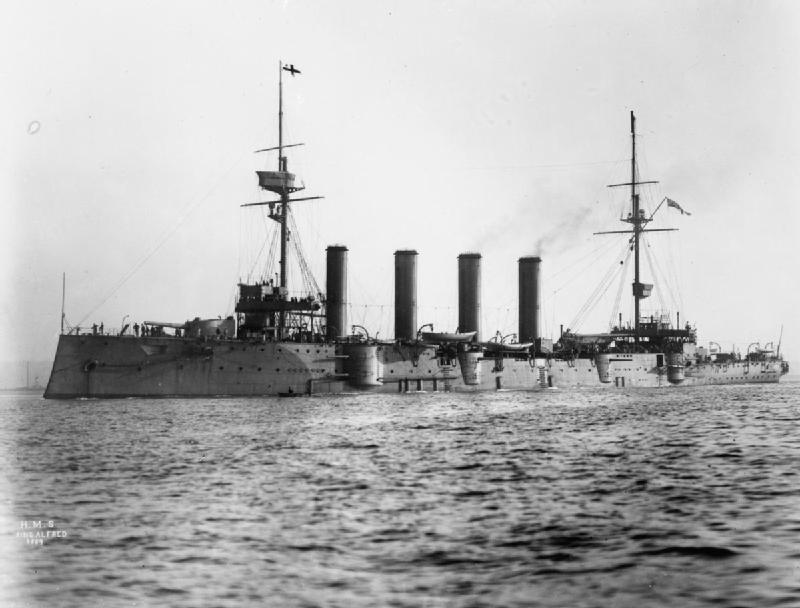
HMS King Alfred.

En 1905, il suit des cours de tir au canon, lance-torpilles, navigation et pilotage. En novembre, Tovey est affecté sur le navire amiral HMS Exmouth, à la demande de l'amiral Arthur Wilson, commandant de la Home Fleet et de la Channel Fleet. Il est promu au grade de lieutenant le 15 juillet 1906.
Le 18 mai 1903, Tovey est affecté sur le croiseur cuirassé HMS King Alfred, dans la China Station où il sert pendant deux ans. En 1910, 1911 et 1912, il sert sur des navires de différents types.
Début 1913, il est affecté au HMS Vivid (la caserne navale à Devonport) pour des essais sur le HMS Amphion. Il est promu au grade de Lieutenant commander le 15 juillet 1914.

## Première Guerre mondiale
Tovey continue de servir sur le HMS Amphion comme son First lieutenant, jusqu'à ce que celui-ci coule (mine) le 6 août 1914 (premier navire de guerre britannique à être coulé lors de la Première Guerre mondiale). Il est ensuite détaché au destroyer HMS Faulknor.
Il reçoit son premier commandement le 13 janvier 1915, quand il est affecté sur le HMS Jackal (1re flottille de destroyer). Il prend part à la bataille de Dogger Bank le 24 janvier 1915. À partir du 7 mai 1916, il commande le HMS Onslow avec lequel il participe à la bataille du Jutland le 31 mai 1916. Le HMS Onslow et un autre destroyer, le HMS Moresby, escortent le transport d'hydravions HMS Engadine contre dans un premier temps le croiseur léger SMS Wiesbaden puis contre des cuirassés ennemis. Le HMS Onslow est gravement touché lors de la bataille contre le Wiesbaden, néanmoins Tovey ordonne que les torpilles restantes soient tirées sur les cuirassés, aucune ne touchera de navire. En dépit d'un violent bombardement, le HMS Onslow est remorqué par le HMS Defender, lui-même endommagé. Les deux navires parviennent finalement jusqu'à Aberdeen. En raison de cette action, Tovey est promu commander (en vigueur le 30 juin 1916), reçoit une citation militaire britannique et reçoit l'Ordre du Service distingué en 1919.
Il reste sur le HMS Onslow jusqu'en octobre 1917, quand il reçoit le commandement du nouveau destroyer HMS Ursa. En avril 1918, il prend le commandement d'un autre nouveau destroyer le HMS Wolfhound. Il est également nommé dans le personnel du Captain Superintendent Torpedo-Boat Destroyers, jusqu'en juin 1919.
Au cours de la guerre, le 28 mars 1916, il épouse Aida Rowe, à Linlithgow.

## Entre-deux-guerres
En juin 1919, Tovey suit les cours des officiers techniques supérieurs au Old Royal Naval College de Greenwich pour une année ; par la suite il est nommé au Naval Staff Operations Division à l'Amirauté pour une période de deux ans. Son commandement naval suivant arrive en août 1922 sur le HMS Seawolf où il reçoit sa promotion de Captain le 31 décembre 1923. En août 1924, Tovey est brièvement nommé Captain (D) (2de flottille de destroyer) avant de partir à l'École des officiers supérieurs à Sheerness.
À la fin de 1924, Tovey est nommé Captain (D) et commande le HMS Bruce et la 8e flottille de destroyer. Il commande la 8e flottille et d'autres flottilles (en roulement) jusqu'à son départ pour le Royal College of Defence Studies pour une année à partir de la mi-janvier 1927. Cela est immédiatement suivi par des cours à Portsmouth à la Senior Officers' Technical Course. À partir de février 1928 et jusqu'en avril 1930, Tovey est directeur-adjoint de l'école de tactique.

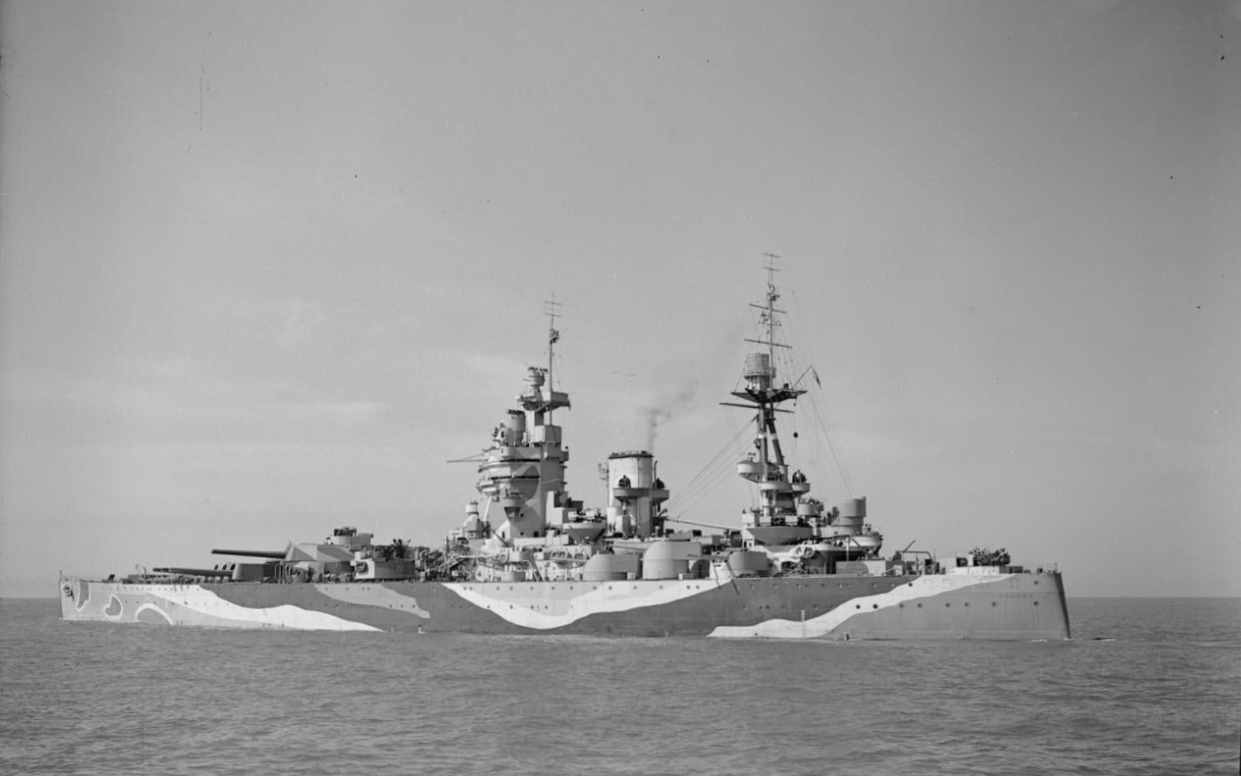
Le HMS Rodney.

Après cinq ans à terre, Tovey reçoit le commandement du cuirassé HMS Rodney en avril 1932. Ce navire est fortement impliqué dans la récente mutinerie d'Invergordon et certains membres de son équipage sont parmi les manifestants les plus virulents. Tovey est considéré comme « safe pair of hands » (quelqu'un de confiance) pour rétablir l'efficacité du cuirassé. Tovey transforme rapidement l'équipage du navire en une unité efficace et confiante. Dans un rapport confidentiel, l'amiral John Kelly juge que Tovey « ... has brought his ship to a high state of fighting efficiency » (« ... a amené son navire à un haut niveau d'efficacité au combat »). Il reste sur le Rodney jusqu'en août 1934.
En octobre, Tovey suit un cours d'officiers supérieurs et en janvier 1935 il est nommé Commodore (2e rang) des chantiers navals de Chatham Dockyard, connaissant un fort essor dans les années 1930. Il est promu contre-amiral en 1935 et reste à Chatham. Entre septembre et décembre 1937, il assiste à un cours d'officiers supérieurs à Greenwich. Jusqu'en février 1938, il est aussi aide de camp pour le roi.
Début de 1935, Tovey est nommé contre-amiral (D), au commandement des destroyers de la Mediterranean Fleet, ceci ne prenant effet que début 1938. Une fois en poste à Malte, Tovey prend ainsi part à l'intervention lors de la guerre civile espagnole. Il a aussi de nombreuses tâches administratives afin de rendre les flottilles de destroyers les plus efficaces.

## Seconde Guerre mondiale
Dans les mois qui suivent la déclaration de guerre entre le Royaume-Uni et l'Allemagne la mer Méditerranée demeure un endroit relativement calme. L'Italie est restée neutre, sa flotte est seulement une menace potentielle. La France y a concentré sa flotte pour contrer les Italiens. En conséquence, les forces navales britanniques sont réduites et des unités sont transférées pour répondre aux menaces immédiates sur d'autres théâtre d'opérations.
Lorsque l'Italie déclare la guerre au Royaume-Uni en juin 1940, Tovey est vice-amiral (promu en mai 1939), commandant des Mediterranean Fleet's Light Forces (croiseurs et destroyers). Il est second dans le commandement de la flotte britannique en Méditerranée, sous l'amiral Andrew Cunningham. En raison de l'engagement de l'Italie, la Mediterranean Fleet est renforcée. En juin, Tovey commande neuf croiseurs et environ vingt-cinq destroyers, avec pour navire amiral le HMS Orion.

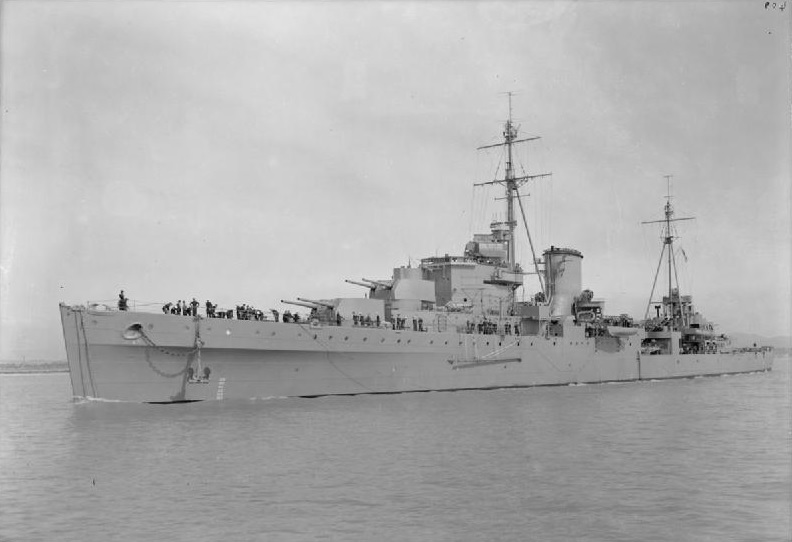
HMS Orion, navire amiral de Tovey.

Pour sa première action en Méditerranée, Tovey commande le 7e escadron de croiseurs. Le 28 juin 1940, il intercepte trois destroyers italiens réalisant un approvisionnement urgent en Afrique du Nord (bataille du convoi Espero). Les cinq croiseurs britanniques parviennent à couler l'Espero mais les deux autres destroyers s'échappent. Pour cela des munitions dédiées à d'autres fins sont utilisées et des convois pour Malte sont reportés. l'amiral Andrew Cunningham est mécontent et déclare : « tremendous […] to sink this one 1,000 tons destroyer » (formidable […] pour couler un destroyer de 1 000 tonnes).
Le 9 juillet, Tovey commande la Mediterranean Fleet's Light Forces lors de l'indécise bataille de la Calabre. Le commandement de Tovey est salué dans un rapport ultérieur de Cunningham.
En novembre 1940, il est nommé commandant en chef de la Home Fleet avec le grade provisoire d'amiral (Tovey est effectivement promu amiral fin octobre 1942). En tant que commandant de la Home Fleet, il a plusieurs accrochages avec Dudley Pound, le First Sea Lord, et Winston Churchill mais a conservé le poste pour la durée normale d'un an et demi.

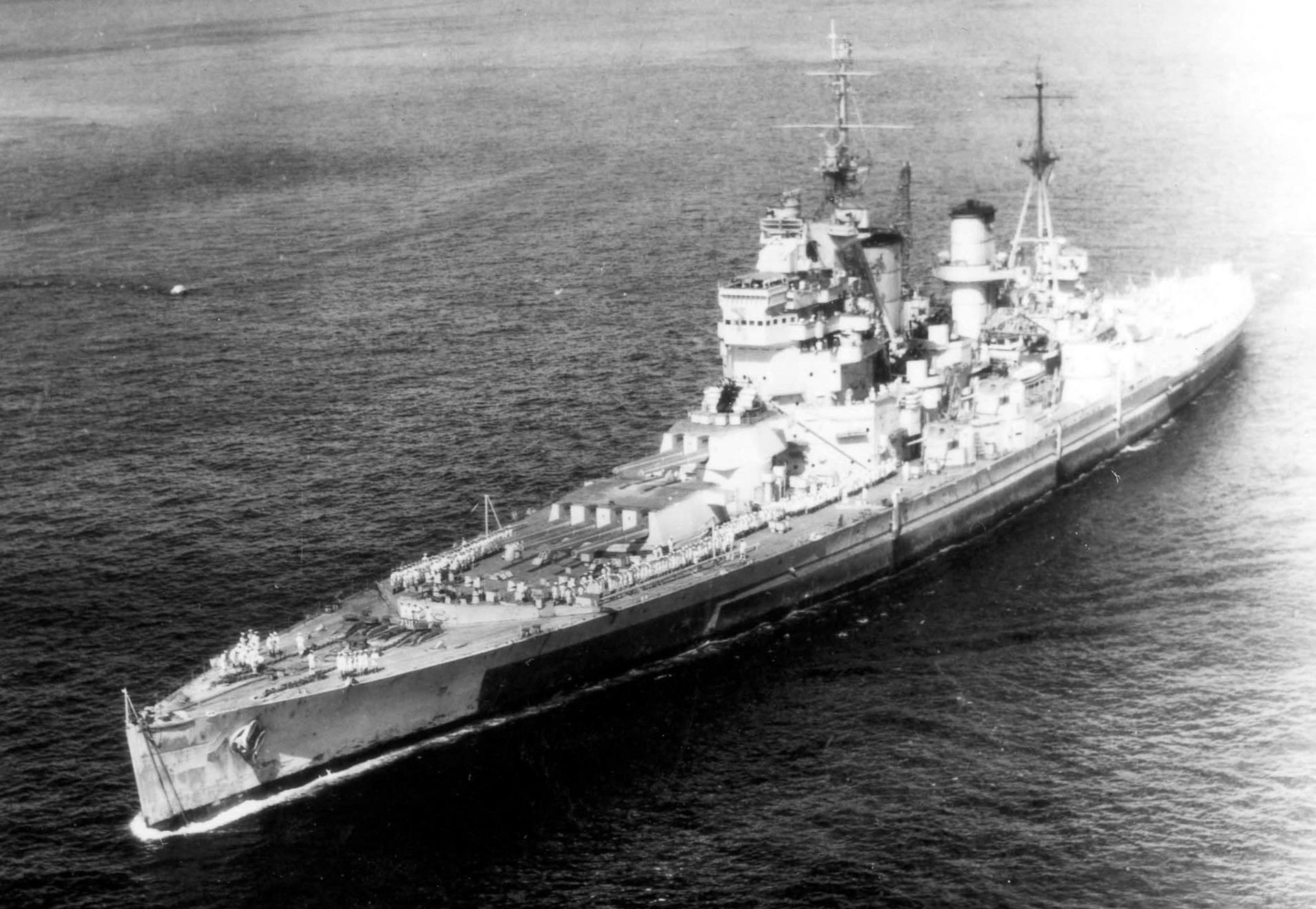
HMS King George V.

Au cours de cette période, sa meilleure réalisation est la poursuite et la destruction du cuirassé allemand Bismarck. Tovey insiste pour un être un « sea-going » amiral (amiral en mer), malgré les pressions exercées par le haut commandement et les inconvénients d'être loin des centres de commandement. Il pense que c'est un élément pour maintenir le moral de la flotte, en partageant les privations et les dangers de ses hommes. Le combat final contre le Bismarck confirme la justesse de sa décision. Lorsque les deux cuirassés britanniques Rodney et King George V localisent le Bismarck, ils distinguent juste la silhouette du navire allemand dans l'ombre du crépuscule. Tovey décide que l'attaque soit retardée au lendemain matin. Il estime ainsi que la situation de luminosité sera inversée, à l'avantage des Britanniques. Il pense aussi que l'équipage allemand sera fatigué par un le harcèlement constant des destroyers de l'amiral Philip Vian. Ce faisant, il prend le risque que le Bismarck s'échappe pendant la nuit. Tovey reçoit, plus tard, l'ordre de l'Empire britannique : « […] for distinguished services in the masterly and determined action in which the German Battleship Bismarck was destroyed » » ([…] pour des services distingués dans l'action magistrale et déterminée avec laquelle le cuirassé allemand Bismarck a été détruit).
Après l'action contre le Bismarck, Tovey s'oppose aux cours martiales à l'encontre de John Leach capitaine du HMS Prince of Wales et de Frederic Wake-Walker l'amiral commandant les HMS Suffolk et Norfolk (il avait rompu le combat lors de la bataille avec le Bismarck après que le HMS Hood eut été coulé). Tovey est consterné et est en désaccord avec son supérieur Dudley Pound. Tovey déclare que les deux officiers ont agi correctement eu égard aux circonstances. Il menace de démissionner de son poste et se présente comme défenseur, ami et témoin de la défense. On n'entend plus parler de ces cours martiales. Une autre source de frictions entre Tovey et ses supérieurs (militaires et politiques) sont les circonstances du naufrage du Bismarck. Le King George V reste longtemps en mer. Ainsi ses soutes à carburant sont pratiquement vides lors de son engagement face au Bismarck. Les ordres de l'amirauté sont que le Bismarck doit être coulé à tout prix, même si cela signifie que le King George V soit remorqué après le combat, faute de carburant. Néanmoins, il est probable que le navire aurait été perdu dans un tel cas (coulé par un U-boot ou un avion). Tovey déclare plus tard : « It was the stupidest and most ill-considered signal ever made » (ce fut l'ordre le plus stupide et le plus irréfléchi que je n'ai jamais reçu). Il dit aussi qu'il y aurait désobéi et risqué la cour martiale.

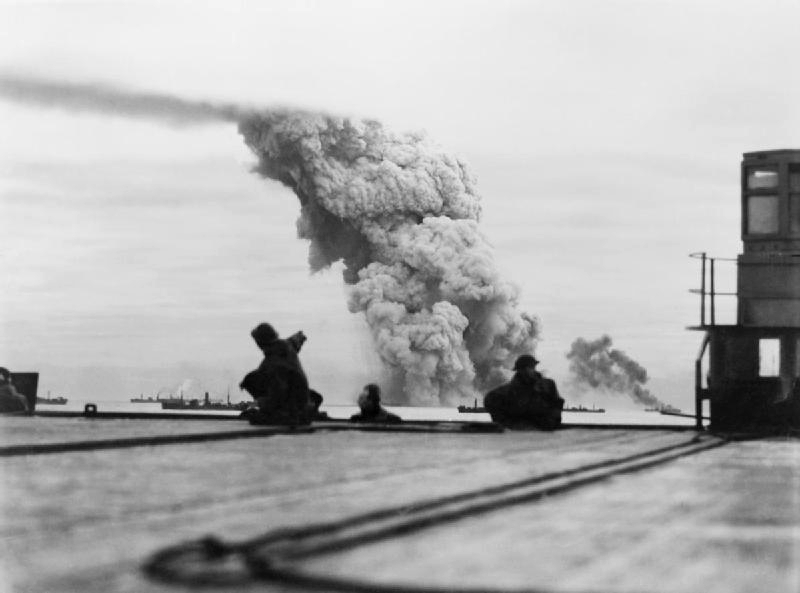
Photo prise sur le lors de l'escorte du convoi PQ 18.

Tovey a également la responsabilité de la sécurité des convois arctiques en direction de la Russie. Il répète ses désaccords avec Pound et Churchill, sur la conduite de ces convois, faisant valoir que les opérations d'été sont trop dangereuses en raison de la longueur du jour et du manque de couverture aérienne. Le cas désastreux du convoi PQ 17, en juin et juillet 1942, démontre la validité des craintes de Tovey, exacerbée par la mauvaise décision de Pound de disperser le convoi. Les convois arctiques sont suspendus jusqu'à septembre quand les nuits deviennent plus longues, offrant ainsi une certaine protection. L'Union soviétique lui décernera par la suite l'ordre de Souvorov, première classe, pour « services distingués dans la sécurisation du passage des convois vers l'URSS », mais Tovey ne porta jamais la médaille.
Malgré ces différences de points de vue et le fait que Churchill le considère comme un « obstructionniste », Tovey assure les deux ans de demi à son poste. À la fin de cette période, lors de son départ de Scapa, Tovey est amené à Thurso à bord du HMS Onslow, le navire portant le nom de son commandement lors de la Première Guerre mondiale.
En juin 1943, Tovey est nommé Commander-in-Chief, The Nore avec la responsabilité du contrôle des convois sur la côte est et des opérations de déminage. Deux mois plus tard, il est promu admiral of the fleet. Il a aussi comme responsabilités l'organisation de la logistique pour l'opération Husky (débarquement en Sicile) et l'opération Neptune (débarquement en Normandie).
Tovey est nommé premier et principal aide de camp du roi en janvier 1945.

## Retraite
Tovey se retire du service actif en 1946. La même année, il est anobli en tant que Baron Tovey, de Langton Matravers, comté du Dorset. À la retraite, il possède un emploi du temps chargé : siège à la Chambre des lords, Church Commissioner, président de The Royal Naval Benevolent Trust, de King George's Fund for Sailors et de Shaftesbury Training Ships. Ceci l'occupe tellement qu'il n'a que peu de temps à consacrer à ses passe-temps que sont le golf ou la pêche. Aida Tovey, son épouse, souffre d'arthrite et lorsque son état empire Tovey abandonne ses activités externes et décide de consacrer son temps à sa femme. Aida Tovey décède en juin 1971. John Tovey décède à son tour le 12 janvier 1972 à Funchal. Le couple n'a jamais eu d'enfants, sa pairie s'éteint donc à son décès.

### Sources
- (en) Cet article est partiellement ou en totalité issu de l’article de Wikipédia en anglais intitulé « John Tovey, 1st Baron Tovey » (voir la liste des auteurs).